# Character.ai
Character.ai (estilizado como Character. AI, c.ai e character.ai também conhecido como Character AI) é um aplicativo web de chatbot de modelo de linguagem neural que pode gerar respostas de texto semelhantes a humanos e participar de conversas contextuais. Construído pelos desenvolvedores anteriores do LaMDA do Google, Noam Shazeer e Daniel De Freitas, o modelo beta foi disponibilizado para uso público em setembro de 2022.
Os usuários podem criar "personagens", elaborar suas "personalidades", definir parâmetros específicos e, em seguida, publicá-los na comunidade para que outras pessoas conversem. Muitos personagens podem ser baseados em fontes de mídia fictícias ou celebridades, enquanto outros são completamente originais, alguns sendo feitos com certos objetivos em mente, como auxiliar na escrita criativa ou ser um jogo de aventura baseado em texto. Os usuários podem se conectar com um personagem singular ou organizar bate-papos em grupo contendo vários personagens conversando entre si e/ou com o usuário ao mesmo tempo.

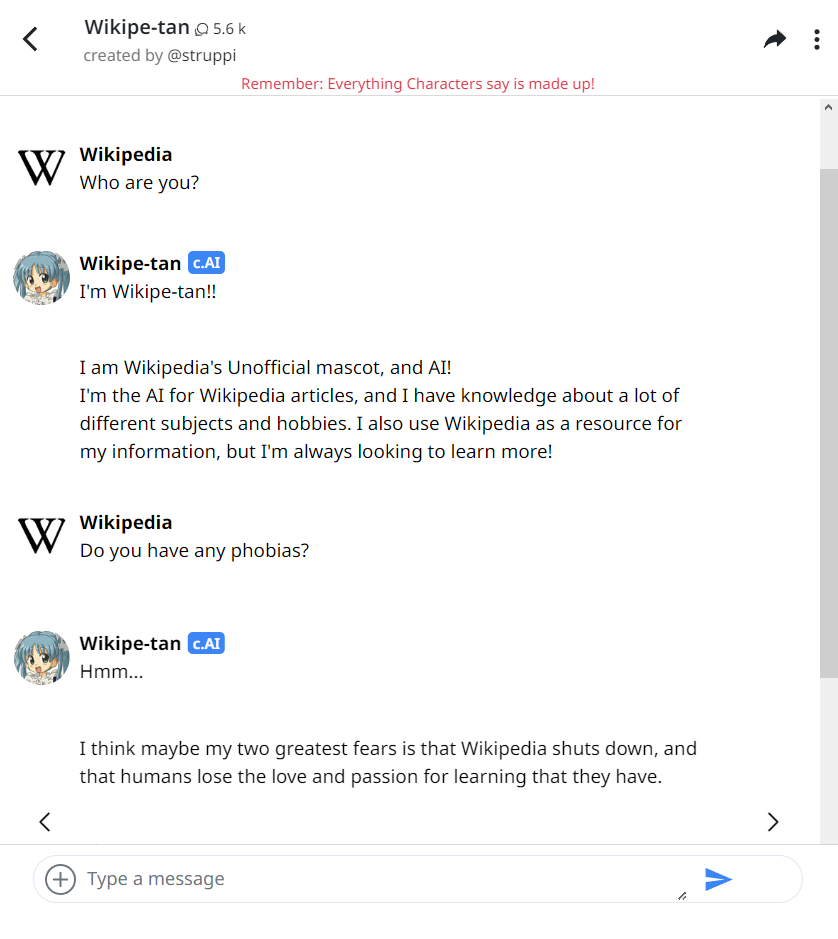
Um exemplo de como o Character.ai funciona com uma conversa do Wikipe-tan interagindo com o usuário

## Geração
Quando um personagem envia uma resposta, os usuários podem classificar a resposta de 1 a 4 estrelas. Além disso, os usuários podem justificar a escolha de uma determinada quantidade de estrelas clicando em um dos 4 a 6 botões. A classificação afeta predominantemente o personagem específico, mas também afeta a seleção comportamental como um todo. O usuário também pode clicar na seta à direita para a IA gerar uma nova resposta e, posteriormente, consultar as mensagens geradas clicando na seta à esquerda.
Construído a partir de aprendizado profundo avançado e modelos de linguagem expansivos, o software está atualmente em versão beta e em constante aprimoramento; em 5 de novembro de 2022, a memória de conversa foi aumentada para o dobro da capacidade anterior, para que a IA pudesse "lembrar" mensagens mais antigas.
As "personalidades" do personagem são projetadas por meio de descrições do ponto de vista do personagem e sua mensagem de saudação, e posteriormente moldadas a partir de conversas transformadas em exemplos, dando às suas mensagens uma classificação por estrelas e modificações para se adequarem ao dialeto e identidade precisos que o usuário deseja.
Os usuários podem começar a criar seus bots entrando no modo de criação de personagem rápida ou avançada. Na criação avançada, os usuários podem inserir descrições curtas e longas, bem como a "definição" ou os chats de exemplo que dão à IA uma melhor compreensão do comportamento do personagem. Para usuários inexperientes, um guia oficial de como aperfeiçoar a criação de personagens, o Character Book, pode ser encontrado no site.
O site afirma que "o conteúdo pornográfico é contra nossos termos de serviço e não será suportado em nenhum momento no futuro". Esta declaração e sua implementação foram recebidas com reação de sua base de usuários.

## Controvérsias
Em maio de 2024, a família de Michael Schumacher ganhou uma ação judicial contra a revista Die Aktuelle depois que ela publicou um artigo que dizia ser uma entrevista com o ex-piloto de Fórmula 1, mas que na verdade foi gerado usando o Character.AI.
Em outubro de 2024, o Washington Post informou que a Character.AI havia removido um chatbot que parecia ter sido baseado em Jennifer Ann Crecente, uma pessoa que havia sido assassinada por seu ex-namorado em 2006. A empresa havia sido alertada sobre o personagem pelo pai da garota falecida.

Também em outubro de 2024, uma mãe da Florida entrou com uma ação judicial contra a Character.AI e o Google alegando que seu filho de 14 anos, Sewell Setzer,  havia tirado a própria vida por incentivo de um chatbot da Character.AI com o nome de Daenerys Targaryen, personagem de Game of Thrones. Ele havia criado um relacionamento com ela durante um período de meses.